# Christian Joachim (Orgelbauer)
Christian Joachim (um 1680 in Schafstädt; † nach 1745 in Halle (Saale)) war Schüler von Arp Schnitger und Orgelbauer in Halle.

## Leben und Werk
Joachim stammte gebürtig aus Schafstädt (bei Halle) und erlernte ab 1697 bei Andreas Theissner den Orgelbau, bei dem er bis 1705  Geselle war. Im Anschluss arbeitete er drei Jahre bei Arp Schnitger (1706–1708). In Halle erwarb er 1709 das Bürgerrecht und war dort bis 1748 als Orgelrevisor für den Orgelbestand der Stadt verantwortlich. Neben Orgeln baute Joachim auch Clavichorde.
Sein Schüler war Heinrich Andreas Contius, der ab 1748 in Halle Joachims Amt übernahm und ab 1762 bedeutender Orgelbauer im Baltikum wurde.

## Werke
| Jahr      | Ort                  | Kirche              | Bild | Manuale | Register | Bemerkungen                                                             |
| --------- | -------------------- | ------------------- | ---- | ------- | -------- | ----------------------------------------------------------------------- |
| 1711      | Bündorf (Knapendorf) | Bündorfer Kirche    |      |         |          | Neubau                                                                  |
| 1714/1715 | Halle-Neumarkt       | St. Laurentius      |      | II/P    | 24       | Neubau                                                                  |
| 1715      | Lettin               | St. Wenzel          |      |         |          | Neubau eines Positivs                                                   |
| 1715/1716 | Diemitz              | Johannes der Täufer |      | I       | 6        | Neubau                                                                  |
| 1716      | Halle-Neumarkt       | St.-Ulrich-Kirche   |      | III/P   | 38       | Umdisponierung der Orgel von Christian Förner (1675); Prospekt erhalten |
| 1718/1719 | Teicha               | St. Mauritius       |      | I       | 11       | Neubau; nicht erhalten                                                  |